# Regering-Szemere

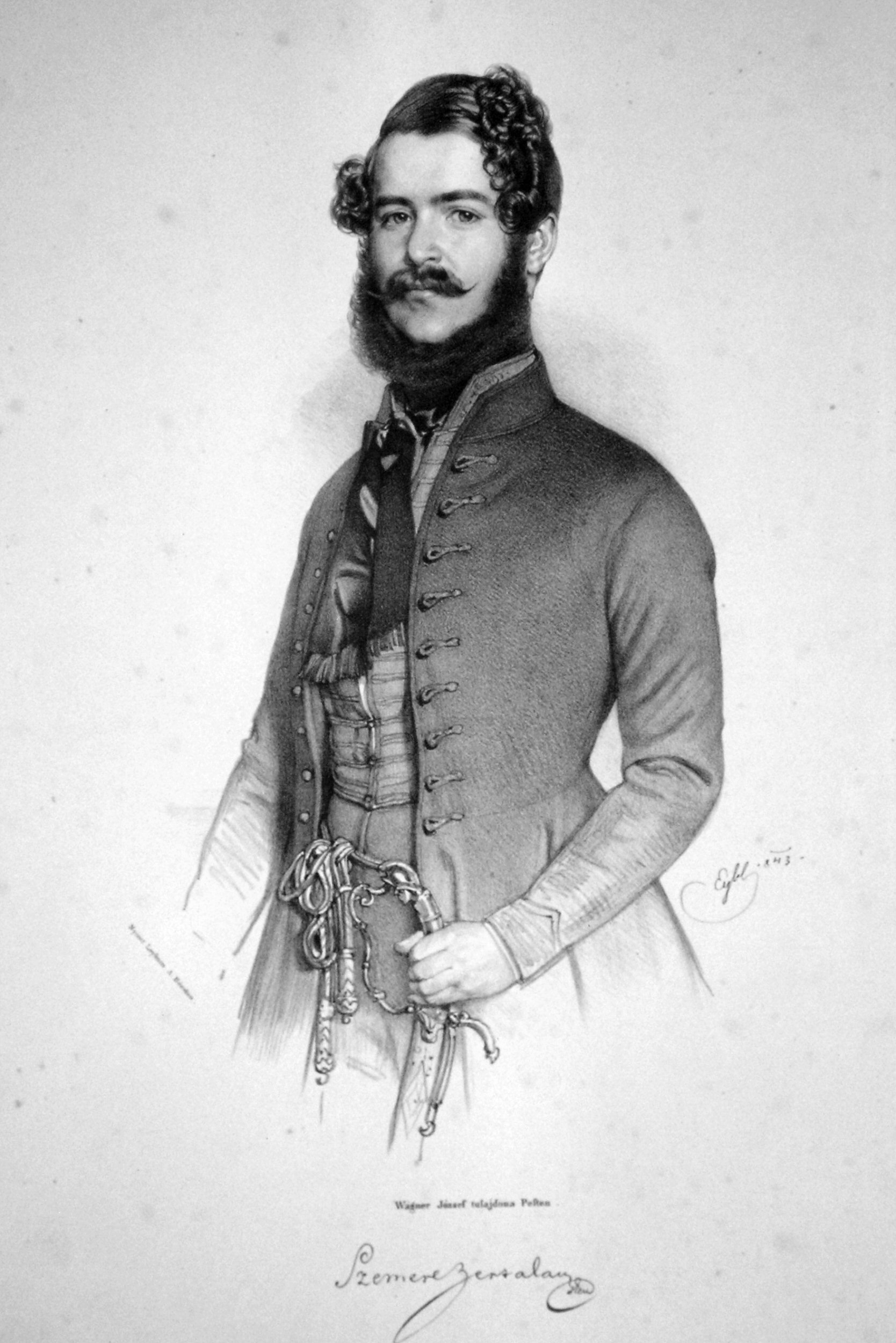
Bertalan Szemere

De regering-Szemere was de derde regering die Hongarije bestuurde. Ze ontstond op 2 mei 1849 en werd ontbonden op 11 augustus datzelfde jaar. De voorzitter van deze regering was Bertalan Szemere.

## Geschiedenis
De regering werd gevormd in volle Hongaarse Revolutie, nadat de Hongaren op 14 april 1849 de Habsburgers onttroond hadden en een Hongaarse republiek hadden uitgeroepen met Lajos Kossuth als staatshoofd. De regering schafte de horigheid af en stond het gebruik van minderheidstalen in het onderwijs en de lokale besturen toe, met name om de etnische minderheden in Hongarije te winnen voor de zaak van de Hongaarse onafhankelijkheid. 
Er kwam een einde aan de regering door de brutale Oostenrijkse repressie nadat de Hongaren in het conflict met de Oostenrijkers het onderspit delfden. Pas in 1867 kreeg Hongarije een nieuwe regering, na het compromis met Oostenrijk.

## Samenstelling
| Functie en bevoegdheden                                                     | Naam             | Termijn                         | Partij          |
| --------------------------------------------------------------------------- | ---------------- | ------------------------------- | --------------- |
| Premier Minister van Binnenlandse Zaken                                     | Bertalan Szemere | 2 mei 1849 – 11 augustus 1849   | Oppositiepartij |
| Minister van Buitenlandse Zaken Minister van Landbouw, Nijverheid en Handel | Kázmér Batthyány | 2 mei 1849 – 11 augustus 1849   | Oppositiepartij |
| Minister van Financiën                                                      | Ferenc Duschek   | 2 mei 1849 – 11 augustus 1849   | ?               |
| Minister van Justitie                                                       | Sebő Vukovics    | 2 mei 1849 – 11 augustus 1849   | Oppositiepartij |
| Minister van Defensie                                                       | Lázár Mészáros   | 2 mei 1849 – 7 mei 1849         | Vredespartij    |
| Minister van Defensie                                                       | Artúr Görgei     | 7 mei 1849 – 7 juli 1849        | partijloos      |
| Minister van Defensie                                                       | Lajos Aulich     | 14 juli 1849 – 11 augustus 1849 | partijloos      |
| Minister van Godsdienst en Onderwijs                                        | Mihály Horváth   | 2 mei 1849 – 11 augustus 1849   | partijloos      |
| Minister van Openbare Werken en Vervoer                                     | László Csány     | 2 mei 1849 – 11 augustus 1849   | Oppositiepartij |